# جورجي يانيف
جورجي يانيف (بالبلغارية: Георги Янев)‏ (4 يناير 1998 بصوفيا في بلغاريا - ) هو لاعب كرة قدم بلغاري في مركز الوسط. شارك مع منتخب بلغاريا تحت 17 سنة لكرة القدم. أما مع النوادي، فقد لعب مع ليفسكي صوفيا.

## وصلات خارجية
- جورجي يانيف على موقع قاعدة بيانات كرة القدم.إي يو (الإنجليزية)
- جورجي يانيف على موقع Soccerway.com (الإنجليزية)